# Zapadna Tracija
Zapadna Tracija ili Zapadna Trakija (grčki: Θράκη / Traki) je zemljopisna i povijesna grčka regija. U upravnom smislu dio je Periferije Istočne Makedonije i Trakije. Nalazi se u sjeveroistočnom dijelu Grčke i graniči s regijom Makedonija na zapadu, na istoku granicu čini rijeka Evros, na jugu izlazi na Egejsko more, a na sjeveru je omeđuju Rodopske planine.
Trakija je podijeljena u tri regionalne jedinice (bivše prefekture): Ksanti, Rodopi i Evros.

## Vanjske poveznice
- Periferija Istočna Makedonija i Trakija